# Orcemont
Orcemont /ɔʀsəˈmɔ̃/ è un comune francese di 865 abitanti situato nel dipartimento degli Yvelines nella regione dell'Île-de-France.

## Società

### Evoluzione demografica
Abitanti censiti